# Armée de l'Air du Congo
La Armée de l'Air du Congo, in italiano Aeronautica militare del Congo e conosciuta internazionalmente con la terminologia in lingua inglese Congolese Air Force, è l'attuale aeronautica militare della Repubblica del Congo e parte integrante delle Forces Armées de la République du Congo, le forze armate congolesi.

## Storia
Dopo aver ottenuto l'indipendenza dalla Francia nel 1960, l'aviazione congolese (Force Aerienne Congolaise) iniziò ad equipaggiarsi con i Douglas C-47, i Broussard, i Bell 47G, seguiti, poi, dai trasporti tattici Nord Noratlas e dall'elicottero Sud Aviation Alouette. Negli anni '70, l'aviazione iniziò ad approvvigionare velivoli di origine sovietica. Questi includevano cinque Ilyushin Il-14, 6 turboelica Antonov An-24, un Antonov An-26 in cambio di fornire basi per le operazioni dei MiG-17 cubani sull'Angola. Questi caccia e alcuni aerei conversione operativa MiG-15UTI furono trasferiti successivamente alla FAC. Nel 1990 questi aerei furono sostituiti da 16 MiG-21MF/bis Fishbed e 2 MiG-21U da conversione operativa, con un supporto nell'addestramento fino alla fine del 1991. Dopo che i sovietici se andarono via, visti i budget limitati i MiG vennero ritirati. Sei elicotteri Mi-8 sono stati consegnati dall'Ucraina a metà del 1997 prima che se ne impossessassero i ribelli Cobra.

## Basi aeree
Ci sono due basi aeree
- Brazzaville Air Base 01 si trova sulla piattaforma dell'Aeroporto Internazionale Maya Maya. È sede della maggior parte degli aerei dell'Aeronautica Militare.
- Pointe - Noire Air Base 02 si trova presso l'Aeroporto Agostinho Neto, nella città di Pointe-Noire (Congo).

## Aeromobili in uso
Sezione aggiornata annualmente in base al World Air Force di Flightglobal del corrente anno. Tale dossier non contempla UAV, aerei da trasporto VIP ed eventuali incidenti accorsi durante l'anno della sua pubblicazione. Modifiche giornaliere o mensili che potrebbero portare a discordanze nel tipo di modelli in servizio e nel loro numero rispetto a WAF, vengono apportate in base a siti specializzati, periodici mensili e bimestrali. Tali modifiche vengono apportate onde rendere quanto più aggiornata la tabella.
| Aeromobile             | Origine | Tipo                 | Versione (denominazione locale) | In servizio (2024) | Note                                           | Immagine |
| Aerei da combattimento |         |                      |                                 |                    |                                                |          |
| Dassault Mirage F1     | Francia | cacciabombardiere    | F1AZ                            | 2                  | 2 esemplari consegnati.                        |          |
| Aerei da trasporto     |         |                      |                                 |                    |                                                |          |
| Antonov An-32 Cline    | Ucraina | aereo da trasporto   | An-32                           | 2                  | 2 consegnati.                                  |          |
| CASA CN-235            | Spagna  | aereo da trasporto   | CN-235M-100                     | 1                  | 1 consegnati.                                  |          |
| Ilyushin Il-76 Candid  | Russia  | aereo da trasporto   | Il-76TD                         | 1                  | 1 consegnato.                                  |          |
| Elicotteri             |         |                      |                                 |                    |                                                |          |
| Mil Mi-8 Hip           | Russia  | elicottero utility   | Mi-8MTMi-17V-1PSMi-17V-5        | 61                 |                                                |          |
| Mil Mi-24 Hind         | Russia  | elicottero d'attacco | Mi-24P                          | 1                  | 15 Mi-24V Hind-E e 4 Mi-24P Hind-F consegnati. |          |
| AgustaWestland AW139   | Italia  | elicottero utility   | AW139                           | 1                  | 1 consegnato.                                  |          |

## Aeromobili ritirati
- Dassault Falcon 7X - 1 esemplare (2014-2020)[3][2]